# ×Elyleymus aleuticus
XElyleymus aleuticus là một loài thực vật có hoa trong họ Hòa thảo. Loài này được (Hulten (pro sp.)) B.R. Baum miêu tả khoa học đầu tiên năm 1979.